# Томанија Обреновић
Томанија Обреновић (1796 — 1881) је била ћерка војводе Кнежине јадaрске (Јадар) Анте Богићевића. Удала се за Јеврема Обреновића (1816). Имали су осам ћерки и једног сина.

## Биографија
Томанија Богићевић била је ћерка војводе јадарске кнежине Анте Богићевића, који је имао синове војводу Богосава Боју Богићевића и потпуковника Милоша Богићевића, и кћерку Томанију. Томанија Богићевић је била удата за господара Јеврема Обреновића, брата књаза Милоша. Њихов син Милош је отац кнеза и краља Милана.
Пошто је живела дуго после мужевљеве смрти, народ ју је памтио као стрину кнеза Михаила и бабу кнеза Милана. Јевремове и Томанијине куће у Шапцу и Београду биле су модерно намештене за оно време. Томанија је постала позната по организовању посела у својој кући у Београду. Њени гости су били конзули страних држава са својим супругама и београдска елита. У Београду су тек почели да се организују балови, али у њиховој кући није било услова за њихово одржавање. Кућа Томаније Обреновић се налазила на Теразијама на углу са данашњом Нушићевом улицом. Јеврем и Томанија као и њихова деца сахрањени су у манастиру Раковица који су материјално доста помагали за живота.
Јеврем и Томанија Обреновић су имали деветоро деце од којих су троје умрли у раном детињству, осталих шесторо су:
- Јелена-Јелка (1818-?), удата 1834. за Константина Хадију.
- Симеона-Симка (1818—1838), удата 1834. за Јанаћа Германа.
- Анка (1821—1868), удата 1842. за Александра Константиновића.
- Катарина (1826—1848)
- Стана (1828—1842)
- Милош (1829—1861), отац краља Милана.

Заједно са унуком Катарином је преживела атентат на кнеза Михаила Обреновића 1868. године у коме је осим кнеза погинула и њена ћерка Анка.

## Породица

### Родитељи
| име            | слика | датум рођења | датум смрти |
| -------------- | ----- | ------------ | ----------- |
| Анта Богићевић |       | око 1758.    | 1813.       |

### Супружник
| име              | слика | датум рођења   | датум смрти         |
| ---------------- | ----- | -------------- | ------------------- |
| Јеврем Обреновић |       | 18. март 1790. | 20. септембар 1856. |

### Деца
| име                  | слика | датум рођења       | датум смрти        | супружник                 |
| -------------------- | ----- | ------------------ | ------------------ | ------------------------- |
| Јелена Обреновић     |       | 6. мај 1818.       | 188..              | Константин Хадија         |
| Симка Обреновић      |       | 6. мај 1818.       | 1837.              | Јанаћ Герман              |
| Анка Обреновић       |       | 1. април 1821.     | 10. јун 1868.      | Александар Константиновић |
| Јекатерина Обреновић |       | 9. јул 1826.       | 6. август 1848.    | умрла у младости          |
| Стана Обреновић      |       | 24. март 1828.     | септембар 1842.    | умрла у младости          |
| Милош Обреновић      |       | 25. новембар 1829. | 20. новембар 1861. | Елена Марија Катарџи      |